# 来迎寺 (堺市)
来迎寺（らいごうじ）は、大阪府堺市にある高野山真言宗の寺院。

## 歴史
行基の開基である大庭寺が前身とされる。当初は大伽藍であったと伝わるが、現在は地名にその名を留めるばかりである。大庭造（おおばのみやつこ）の菩提寺であったともいわれる。
貞享年間の泉州三十三所の記録によれば、第6番は「大庭寺村 真言宗 惣福寺（宗福寺）」となっている。大庭寺村が江戸初期より享保年間にかけての60年余りの間、大庭寺、太平寺、小代、栂、鉢峯など14村を領したことから、惣福寺とされたのであろう。
その後、天保14年（1843年）の『寺社覚』によれば、来迎寺、惣福寺、西蓮寺は共に鉢峯山と記され、これらの諸寺は昔、大庭寺の末寺だったと思われる。

## 行事
- 釈尊降誕会（4月8日）
- 薬師堂本尊会（5月11日）
- 千日詣法要（8月9日）
- 来迎寺本尊会（毎月18日）

## 交通
- 南海バス「稲葉（堺市）」から徒歩10分